# Ernst Friedrich Schumacher
Ernst Friedrich „Fritz“ Schumacher (* 16. August 1911 in Bonn; † 4. September 1977 während einer Eisenbahnfahrt von Lausanne nach St. Moritz) war ein britischer Ökonom deutscher Herkunft.

## Leben
E.F. Schumacher wurde 1911 in Deutschland als Sohn des Nationalökonomen Hermann Schumacher und Edith Zitelmann geboren, einer Tochter von Ernst Zitelmann. Er hatte vier Geschwister. Seine jüngere Schwester Elisabeth heiratete 1937 Werner Heisenberg. Trotz seiner Vorliebe für die Künste beugte er sich dem Willen seines Vaters und studierte nach dem Abitur Volkswirtschaftslehre in Bonn, dann in Berlin. Vor Beginn des Zweiten Weltkriegs ging er nach England, um dem Nazi-Regime zu entkommen, und studierte an der London School of Economics and Political Science sowie als Rhodes-Stipendiat in Oxford. Trotz einer anfänglichen Internierung als „feindlicher Ausländer“ wurden seine außerordentlichen Fähigkeiten erkannt, und er half der britischen Regierung bei der ökonomischen und finanziellen Mobilmachung.
Wenig bekannt ist, dass es offensichtlich Schumacher war, der Anfang der 1940er Jahre den Vorschlag von John Maynard Keynes zu einer neuen Währungsordnung mit der Verrechnungseinheit Bancor ausarbeitete. Man könnte Schumacher damit als einen Vordenker der europäischen Währungseinheit und des Euro bezeichnen. Im Bretton-Woods-System, das zu seiner Zeit verwirklicht wurde, setzten sich andere Positionen durch. So findet sich in einem Lebenslauf Schumachers folgende Passage:

„In dieser Zeit [1940–1945] näherte sich Schumacher sozialistischen Ideen, mit denen er sich sein Leben lang auseinandergesetzt hat. Aus der unscheinbaren landwirtschaftlichen Tätigkeit riß ihn dann seine berühmt gewordene Studie, in der er den Plan eines neuartigen Verrechnungssystems für Devisenzahlungen entwarf. Lord Keynes übernahm diesen Plan sofort als offiziellen Regierungsvorschlag des Vereinigten Königreiches; […]“

Nach dem Krieg arbeitete Schumacher als Wirtschaftsberater der britischen Steuerkommission, die mit dem Umbau der deutschen Wirtschaft betraut wurde. Von 1950 bis 1970 war er Chief Economic Advisor (Chefökonom) der britischen Kohlebehörde, die 800.000 Arbeiter und Angestellte hatte. Mit seiner weitsichtigen Planung (er sagte den Aufstieg der OPEC und die Probleme der Atomenergie voraus), half er Großbritannien beim Wirtschaftsaufschwung.
In London begegnete er 1953 dem Marxisten Edward Conze, einem Buddhismuskundler und Buddhisten, der wie er von Deutschland nach England emigriert war. Bis 1958 besuchte er dessen Vorlesungen, hin und wieder zusammen mit seiner ersten Frau. Der sieben Jahre ältere Conze hatte sich, wie auch Schumacher, aufgrund seiner Emigration vom enthusiastischen Marxisten zum britischen Sozialisten entwickelt. Er beeinflusste Schumachers Denken deutlich. Conze war stark vom Denken D.T. Suzukis inspiriert. Schumacher hatte in seinem Bücherschrank Werke von Aldous Huxley, und in der Sekundärliteratur wurde später öfter auf Ähnlichkeiten zwischen Schumachers letztem Buch und Huxleys The perenniel Philosophy von 1945 hingewiesen.
1955 reiste Schumacher als ökonomischer Berater nach Birma. Dort entwickelte er die Grundregeln dessen, was er „Buddhist Economics“ nannte. Diese Wirtschaftslehre basierte auf der Überzeugung, dass gute Arbeit für eine richtige menschliche Entwicklung wesentlich und „Produktion von lokalen Betriebsmitteln für die lokalen Notwendigkeiten die rationalste Weise des Wirtschaftens ist.“
1971 konvertierte Schumacher als Atheist, der sich schwerpunktmäßig mit dem Buddhismus beschäftigt hatte, zum katholischen Glauben. Über sein Verhältnis zur katholischen Kirche vor seinem Übertritt sagte er einmal: „It was a long standing illicit relationship.“
1973 vollendete Schumacher das Buch Small is beautiful im Hause seines Freundes Leopold Kohr in Aberystwyth; das Buch wurde ein Bestseller. 1977 wurde Schumacher von US-Präsident Jimmy Carter ins Weiße Haus eingeladen, um sein Buch zu präsentieren.

“Ever-bigger machines, entailing ever-bigger concentrations of economic power and exerting ever-greater violence against the environment, do not represent progress: they are a denial of wisdom. Wisdom demands a new orientation of science and technology towards the organic, the gentle, the nonviolent, the elegant and beautiful.”

Schumacher hatte vier Kinder mit seiner ersten Frau Anna Maria und vier weitere mit seiner zweiten Frau Verena.

## Nachlass und Rezeption
Zur Archivierung und Erschließung des Nachlasses, insbesondere Schumachers privater Büchersammlung, gründete sich 1980 in Great Barrington das Schumacher Center for a New Economics. Die Einrichtung verlegt inzwischen auch aktuelle Publikationen anderer Autoren, beispielsweise zu sozioökologischer Transformation, Commoning und Community Land Trusts (CLT). In Großbritannien betreibt der Schumacher Circle das Schumacher College, sowie diverse Forschungseinrichtungen und Verbände.

## Werke

### Englische Ausgaben
- Small is Beautiful: (A Study of) Economics as if People Mattered. 1973
- A Guide for the Perplexed. 1977
- This I Believe and Other Essays. 1977
- Good Work. 1979

### Deutsche Ausgaben
- Small is Beautiful. Die Rückkehr zum  menschlichen Maß, Neu-Auflage: Mit einer Einführung von Niko Paech (Bibliothek der Nachhaltigkeit / Wiederentdeckungen für das Anthropozän). oekom, München 2019, ISBN 978-3-96238-136-3.
- Die Rückkehr zum  menschlichen Maß. Alternativen für Wirtschaft und Technik (= Small is Beautiful), Rowohlt, Reinbek bei Hamburg 1977; veränd. Neu-Auflage: Bioland, Heidelberg 2001, ISBN 978-3-934499-36-2, (Online-Version Auszüge)
- Es geht auch anders. Jenseits des Wachstums. Technik und Wirtschaft nach Menschenmaß. Desch, München 1974, ISBN 3-420-04698-7.
- Rat für die Ratlosen. Vom sinnerfüllten Leben (= A Guide for the Perplexed), Rowohlt, Reinbek bei Hamburg 1979, ISBN 3-498-06130-5.
- Das Ende unserer Epoche (= Good Work), Rowohlt, Reinbek bei Hamburg 1980, ISBN 3-498-06141-0.
- Ernst Friedrich Schumacher; Walter Fliess: Betrachtungen zur deutschen Finanzreform. Im Auftrag der "Union Deutscher Sozialistischer Organisation in Grossbritannien". London: Sander, 1945